# Douglas A-26 Invader
Douglas A-26 Invader (med leti je 1948-1965 je imel oznako: B-26) je bil dvomotorni srednji bombnik in jurišnik ameriškega proizvajalca Douglas Aircraft Company. Zgradili so okrog 2500 letal, večinoma se je uporabljal v 2. svetovni vojni, se je pa uporabljal tudi v nekaterih konfliktih Hladne vojne. 
"B-26" oznako je imel tudi precej podobni bombnik Martin B-26 Marauder, ki je prvič poletel 18 mesecev prej. 
A-26 je bil za svoj čas hitri bombnik z velikim bojnim tovorom. 

## Specifikacije  (A-26B-15-DL Invader)
Podatki iz McDonnell Douglas Aircraft Since 1920; "Francillon 1979"
Splošne karakteristike
- Posadka: 3
- Dolžina: 50 ft 0 in (15,24 m)
- Razpon kril: 70 ft 0 in (21,34 m)
- Višina: 18 ft 3 in (5,64 m)
- Površina kril: 540 ft² (50 m²)
- Teža praznega letala: 22850 lb (10365 kg)
- Naložena teža: 27600 lb (12519 kg)
- Maks. vzletna teža: 35000 lb (15900 kg)
- Pogon letala: 2 ×  radialni motorja Pratt & Whitney R-2800-27 "Double Wasp", 2000 KM (1500 kW)  vsak

 Zmogljivost 
- Maks. hitrost: 355 mph (308 vozlov, 570 km/h)
- Doseg: 1400 milj (1200 nmi, 2300 km)
- Višina leta: 22000 ft (6700 m)
- Hitrost vzpenjanja: 1250 ft/min (6,4 m/s)
- Obremenitev kril: 51 lb/ft² (250 kg/m²)
- Razmerje moč/teža: 0,145 KM/lb (108 W/kg)

Oborožitev

- Strelno orožje: 

  - 6 ali 8 0.50 in (12.7 mm) M2 Browning strojnic
- Rakete: Do 10x 5-inch (12.7 cm) HVAR raket
- Bombe: Skupno do 6.000 lb (2.700 kg) bomb - 4.000 lb (1.800 kg) v notranjosti in 2.000 lb (910 kg) na podkrilnih nosilcih